# 蒜蓉

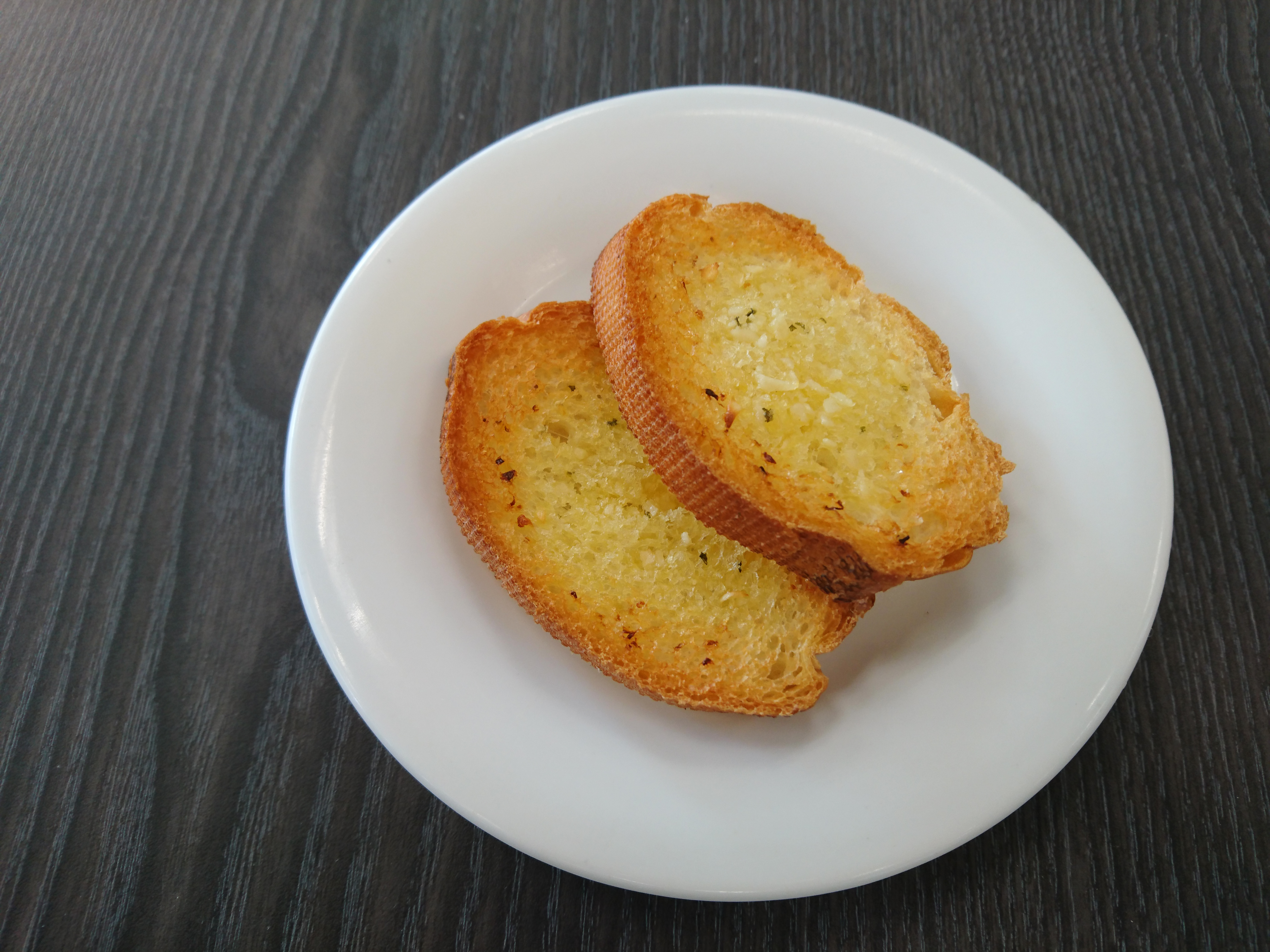
以蒜茸製作的蒜茸包

蒜蓉，也叫蒜末或蒜泥或蒜茸，是把蒜頭用刀剁成小粒狀、用工具磨成泥狀、或用蒜茸鉗（大蒜碾壓器）壓碎，常用於烹飪調味，令蒜味均勻分佈在食物中，也常用作食物餡料或蘸汁调料；其若於瀝乾水後再經油炸炸成酥脆狀，即稱為「蒜酥」。